# Leptogaster pubicornis
Leptogaster pubicornis là một loài ruồi trong họ Asilidae. Leptogaster pubicornis được Loew miêu tả năm 1847.